# ФК Партизан сезона 2013/14.
ФК Партизан сезона 2013/14. обухвата све резултате и остале информације везане за наступ Партизана у сезони 2013/14.
У овој сезони ФК Партизан је сакупио 25 победа, 7 пута је било нерешено и 7 пораза.

## Играчи

### Тренутни састав
Од 31. јануара 2014.
| Бр. |                 | Позиција | Играч               |
| --- | --------------- | -------- | ------------------- |
| 1   | Србија          | Г        | Живко Живковић      |
| 3   | Црна Гора       | О        | Владимир Волков     |
| 4   | Србија          | О        | Мирослав Вулићевић  |
| 5   | Србија          | О        | Немања Петровић     |
| 6   | Србија          | О        | Војислав Станковић  |
| 7   | Србија          | С        | Предраг Лука        |
| 8   | Србија          | С        | Дарко Брашанац      |
| 9   | Србија          | Н        | Немања Којић        |
| 10  | Обала Слоноваче | Н        | Исмаел Беко Фофана  |
| 11  | Србија          | С        | Никола Нинковић     |
| 13  | Србија          | О        | Никола Аксентијевић |
| 15  | Србија          | О        | Бранислав Трајковић |
| 17  | Србија          | С        | Андрија Живковић    |

| Бр. |           | Позиција | Играч           |
| --- | --------- | -------- | --------------- |
| 20  | Црна Гора | С        | Никола Дринчић  |
| 21  | Србија    | С        | Саша Марковић   |
| 22  | Србија    | С        | Саша Илић       |
| 24  | Црна Гора | С        | Петар Грбић     |
| 25  | Србија    | Г        | Милан Лукач     |
| 26  | Србија    | О        | Милан Обрадовић |
| 27  | Србија    | Н        | Данко Лазовић   |
| 29  | Србија    | С        | Филип Малбашић  |
| 30  | Србија    | Г        | Никола Петровић |
| 32  | Србија    | Н        | Петар Шкулетић  |
| 36  | Србија    | С        | Никола Гулан    |
| 40  | Србија    | О        | Милош Остојић   |
| 55  | Србија    | С        | Данило Пантић   |

## Резултати

### Табела
|      | М | Клуб          | Одиг. | Поб. | Нер. | Пор. | ГД | ГП | ГР  | Бод. |
| ---- | - | ------------- | ----- | ---- | ---- | ---- | -- | -- | --- | ---- |
|      | 1 | Црвена звезда | 30    | 23   | 3    | 4    | 66 | 27 | +39 | 72   |
| КвЛШ | 2 | Партизан      | 30    | 22   | 5    | 3    | 64 | 20 | +44 | 71   |
| КвЛЕ | 3 | Јагодина      | 30    | 13   | 9    | 8    | 40 | 30 | +10 | 48   |
| КвЛЕ | 4 | Војводина     | 30    | 11   | 12   | 7    | 38 | 32 | +6  | 45   |

Легенда:
| Датум               | Место              | Гледалаца | Противник         | Резултат   | Стрелци за Партизан                                                    | Такмичење                      |
| 17. јул 2013.       | Гјумри, Јерменија  | 2.860     | Ширак             | 1:1        | Волков (90+2.)                                                         | Квалификације за Лигу шампиона |
| 24. јул 2013.       | Београд, Србија    | 15.742    | Ширак             | 0:0 (г. г) |                                                                        | Квалификације за Лигу шампиона |
| 31. јул 2013.       | Разград, Бугарска  | 7.000     | Лудогорец         | 1:2        | С. Марковић (49.)                                                      | Квалификације за Лигу шампиона |
| 6. август 2013.     | Београд, Србија    | 22.312    | Лудогорец         | 0:1        |                                                                        | Квалификације за Лигу шампиона |
| 10. август 2013.    | Београд, Србија    | 5.000     | Нови Пазар        | 4:3        | Јојић (20.) Митровић (52. пен, 56.) Лука (88.)                         | Суперлига                      |
| 17. август 2013.    | Ниш, Србија        | 13.441    | Раднички Ниш      | 0:0        |                                                                        | Суперлига                      |
| 22. август 2013.    | Београд, Србија    | 15.000    | Тун               | 1:0        | Јојић (70.)                                                            | Квалификације за лигу Европе   |
| 24. август 2013.    | Београд, Србија    | 5.000     | Раднички 1923     | 5:1        | Фофана (17.) Волков (35.) Нинковић (51.) Живковић (83.) Митровић (89.) | Суперлига                      |
| 29. август 2013.    | Тун, Швајцарска    | 8.150     | Тун               | 0:3        |                                                                        | Квалификације за лигу Европе   |
| 31. август 2013.    | Београд, Србија    | 3.000     | Рад               | 3:1        | Фофана (11.) Живковић (60.) Илић (74.)                                 | Суперлига                      |
| 14. септембар 2013. | Ужице, Србија      | 8.000     | Слобода Ужице     | 2:1        | Живковић (48.) Којић (81.)                                             | Суперлига                      |
| 21. септембар 2013. | Београд, Србија    | 4.000     | ОФК Београд       | 2:0        | Илић (43.) Живковић (75.)                                              | Суперлига                      |
| 25. септембар 2013. | Београд, Србија    | 2.000     | Металац           | 2:0        | Фофана (34.) Којић (70.)                                               | Куп Србије                     |
| 29. септембар 2013. | Нови Сад, Србија   | 5.000     | Војводина         | 1:2        | Којић (76.)                                                            | Суперлига                      |
| 5. октобар 2013.    | Београд, Србија    | 11.370    | Јавор Ивањица     | 0:0        |                                                                        | Суперлига                      |
| 20. октобар 2013.   | Јагодина, Србија   | 4.000     | Јагодина          | 3:0        | Јојић (34.) Петровић (51.) Којић (84.)                                 | Суперлига                      |
| 26. октобар 2013.   | Београд, Србија    | 5.000     | Напредак Крушевац | 1:1        | Лука (88.)                                                             | Суперлига                      |
| 30. октобар 2013.   | Ниш, Србија        | 13.000    | Раднички Ниш      | 3:0        | Лука (7.) Нинковић (49, 73.)                                           | Куп Србије                     |
| 2. новембар 2013.   | Београд, Србија    | 40.034    | Црвена звезда     | 0:1        |                                                                        | Суперлига                      |
| 20. новембар 2013.  | Београд, Србија    | -         | Доњи Срем         | 3:2        | Фофана (58.) Станковић (70.) Јојић (82.)                               | Суперлига                      |
| 23. новембар 2013.  | Београд, Србија    | -         | Вождовац          | 1:0        | Јојић (35.)                                                            | Суперлига                      |
| 30. новембар 2013.  | Београд, Србија    | -         | Спартак Суботица  | 2:0        | Јојић (51, 60. пен.)                                                   | Суперлига                      |
| 4. децемебар 2013.  | Суботица, Србија   | 2.000     | Спартак Суботица  | 0:2        |                                                                        | Куп Србије                     |
| 7. децембар 2013.   | Београд, Србија    | 2.000     | Чукарички         | 1:0        | Брашанац (62.)                                                         | Суперлига                      |
| 23. фебруар 2014.   | Нови Пазар, Србија | 8.000     | Нови Пазар        | 0:0        |                                                                        | Суперлига                      |
| 1. март 2014.       | Београд, Србија    | 15.124    | Раднички Ниш      | 2:1        | Малбашић (31.) Нинковић (86.)                                          | Суперлига                      |
| 8. март 2014.       | Крагујевац, Србија | 7.000     | Раднички 1923     | 5:0        | Малбашић (3.) Шкулетић (38, 90.) Дринчић (58.) Лазовић (64. пен.)      | Суперлига                      |
| 16. март 2014.      | Београд, Србија    | 3.000     | Рад               | 4:2        | Дринчић (11.) Живковић (45+2.) Брашанац (79.) Шкулетић (90+5.)         | Суперлига                      |
| 22. март 2014.      | Београд, Србија    | 12.537    | Слобода Ужице     | 1:0        | Илић (83.)                                                             | Суперлига                      |
| 30. март 2014.      | Београд, Србија    | 4.500     | ОФК Београд       | 2:0        | Васиљевић (45+3.) (а.г.) Илић (56.)                                    | Суперлига                      |
| 5. април 2014.      | Београд, Србија    | 7.000     | Војводина         | 1:1        | Обрадовић (57.)                                                        | Суперлига                      |
| 12. април 2014.     | Ивањица, Србија    | 2.000     | Јавор Ивањица     | 1:0        | Лазовић (45+1.)                                                        | Суперлига                      |
| 17. април 2014.     | Београд, Србија    | 3.000     | Јагодина          | 2:0        | Илић (53.) Шкулетић (77.)                                              | Суперлига                      |
| 22. април 2014.     | Крушевац, Србија   | 8.000     | Напредак Крушевац | 0:2        |                                                                        | Суперлига                      |
| 26. април 2014.     | Београд, Србија    | 30.000    | Црвена звезда     | 2:1        | Дринчић (27.) Којић (90.)                                              | Суперлига                      |
| 3. мај 2014.        | Нови Сад, Србија   | 3.000     | Доњи Срем         | 5:0        | Лазовић (6.) Шкулетић (41.) Којић (70, 78, 88.)                        | Суперлига                      |
| 10. мај 2014.       | Београд, Србија    | 3.500     | Вождовац          | 5:0        | Волков (27.) Шкулетић (39. пен. 64.) Лазовић (56.) Лука (69.)          | Суперлига                      |
| 25. мај 2014.       | Суботица, Србија   | 1.500     | Спартак Суботица  | 4:1        | Лазовић (21. пен.) Лука (45.) Пантић (71.) С. Марковић (83.)           | Суперлига                      |
| 28. мај 2014.       | Београд, Србија    | 5.000     | Чукарички         | 2:0        | Лазовић (73.) Фофана (90+3.)                                           | Суперлига                      |